# Miranda Vuolasranta
Miranda Vuolasranta (1959) es una activista finlandesa de Kale, profesora de lengua romaní y experta en derechos humanos de los gitanos, además de Presidenta del The National Roma Forum of Finland, el Foro Europeo de Roma y Nómadas.

## Biografía
Miranda Vuolasranta creció en una familia romaní tradicional y hablaba finlandés, sueco y romaní. Aunque sus padres  eran analfabetos, alentaron la educación en sus cuatro hermanos. A pesar de esto, cuando era joven, los maestros le aconsejaron que ignorara su identidad gitana para tener éxito en la sociedad finlandesa. Se graduó como profesora de lengua e historia romaní después de estudiar en Suecia en la década de 1970. Mientras trabajaba como maestra, se convirtió en defensora de los derechos de los romaníes, primero como parte de un grupo de trabajo sobre la inmigración romaní finlandesa a Suecia, donde vivía. 
En la década de 1980, Miranda Vuolasranta regresó a Finlandia y comenzó a utilizar el periodismo como medio para defender a las comunidades romaníes. En 1989 comenzó a trabajar con el Consejo Asesor Nacional de Asuntos Romaníes de Finlandia como representante de la organización Romano Missio. Durante la década de 1990, su activismo continuó. En 1995 trabajó en la compilación de materiales de enseñanza del  idioma romaní para las escuelas.
Miranda Vuolasranta ha hablado abiertamente sobre la necesidad de que los medios de comunicación y las escuelas en Finlandia cumplan con su obligación legal de proporcionar traducciones para las comunidades de habla romaní.
En 1997 se convirtió en Oficial de Planificación de la Junta Asesora Nacional sobre Asuntos Romaníes y en 1998 se convirtió en Secretaria General de la Junta Asesora Romaní en el Ministerio de Asuntos Sociales y Salud y fue la primera persona gitana en ocupar este cargo.
De 2002 a 2006, trabajó en temas relacionados con los romaníes en el Consejo de Europa en Estrasburgo.De 2008 a 2012 fue Directora Ejecutiva del Foro Nacional Romaní de Finlandia. Posteriormente trabajó en el Ministerio de Relaciones Exteriores de Finlandia y de 2013 a 2015 como oficial de políticas en la Comisión Europea. Ha ocupado varios otros cargos, incluido el de Presidenta del Foro Romaní Europeo. A partir de 2020 fue presidenta del European Roma & Travelers Forum.
En 2020, en su papel de presidenta del ERTF, Miranda Vuolasranta hizo una declaración en la que animaba a la nación gitana a unirse para luchar contra la pandemia, al tiempo que reconocía que muchas comunidades gitanas corrían un alto riesgo de contraer la COVID-19. Varios miembros prominentes de la comunidad romaní finlandesa, incluido el artista Kiba Lumberg, el cantante Rainer Friman ( fi ) y el autor Veijo Baltzar, han criticado a Miranda Vuolasranta y han sugerido que lidera a los romaníes conservadores que buscan minimizar los problemas y excluir las voces críticas. En 2008 se vio obligada a pagar una multa después de que Kiba Lumberg la acusara de difamación.

## Premios y reconocimientos
- Premio luchadora por los derechos humanos (2012) - Liga finlandesa de derechos humanos.[1]
- Premio Golden Wheel Cross (2007) - Unión Romaní Internacional.[1]